# Susanne von Bandemer
Susanne von Bandemer (geb. Susanne von Frencklin, auch Franklin; * 2. März 1751 in Berlin; † 30. Dezember 1828 in Koblenz) war eine deutsche Schriftstellerin.

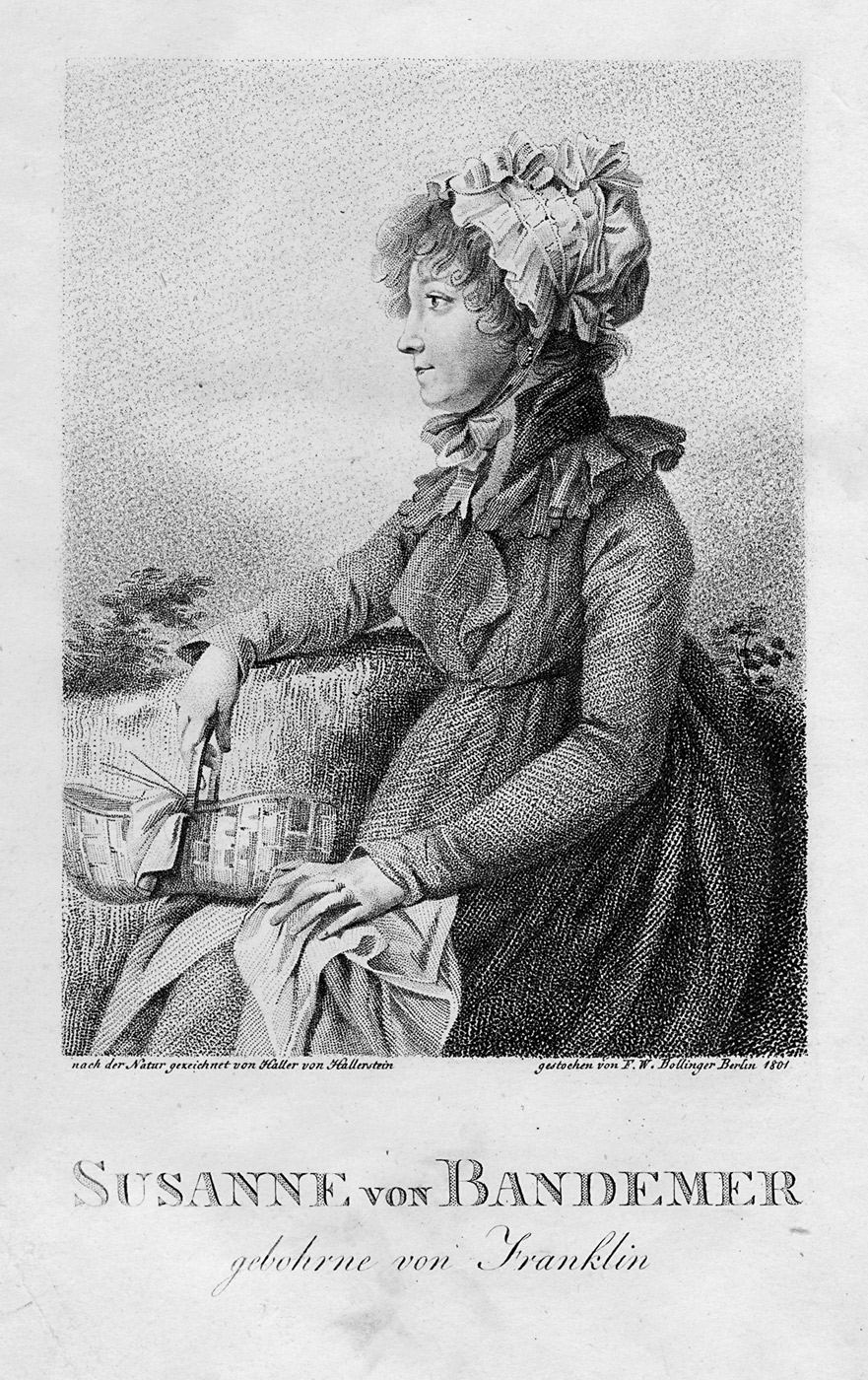
Susanne von Bandemer (1801)

## Leben
Susanne von Bandemer wurde 1751 als Tochter des preußischen Captains Johann von Frencklin in Berlin geboren. Im Jahr 1766 heiratete sie den preußischen Major von Bandemer, von dem sie sich jedoch scheiden ließ. Eine zweite Ehe mit Graf Kurt Ludwig von Bohlen scheiterte ebenfalls, woraufhin Susanne von Bandemer wieder den Namen ihres ersten Mannes annahm.
Susanne von Bandemer lebte in den folgenden Jahren abwechselnd in Frankfurt am Main, Koblenz und Stettin und pflegte freundschaftliche Kontakte zu Christoph Martin Wieland, Karl Wilhelm Ramler, Johann Gottfried Herder, Anna Louisa Karsch und Sophie von La Roche, mit der sie über mehrere Jahre einen Briefwechsel führte. In ihrer schriftstellerischen Arbeit widmete sie sich vor allem der Lyrik und dem Drama. Zahlreiche ihrer Werke erschienen unter den Pseudonymen „S. v. B.“ und „Susanne v. B.“.

## Werke
- Poetische und prosaische Versuche der Fr. v. B. Decker, Berlin 1787. (Digitalisat der 2. Aufl. 1802)
- Am Geburtsfeste S.K.H. des Kronpinzen von Preussen, 1789, Digitalisat
- Sidney und Eduard, oder Was vermag die Liebe? Ein Schauspiel in Drey Aufzügen. Ritscher, Hannover 1792. (Digitalisat)
- Klara von Bourg, eine wahre Geschichte im letzten Zehntel des abscheidenden Jahrhunderts. Zeßler, Frankfurt am Main 1798. (Digitalisat)
- Knapp Edmund oder die Wiedervergeltung. Schauspiel in vier Aufzügen. Diez, Frankfurt am Main 1800.
- Gedichte. Albanus, Neustrelitz 1801. (Digitalisat Neue Aufl. 1811)
- Neue vermischte Gedichte (1802) (Digitalisat)
- Gedichte und prosaische Kleinigkeiten. Albanus, Neustrelitz 1811.
- Zerstreute Blätter aus dem letzten Zehntheil des abgeschiedenen Jahrhunderts. Neue Gelehrdenbuchhandlung, Coblenz 1821.

Weitere Gedichte Susanne von Bandemers erschienen u. a. im Berlinischen Musenalmanach (1791/92), Rammlers Fabellese, Wielands Neuem Teutschen Merkur (1792), Müchlers Egeria (1802) und im Frauenzimmer-Almanach aus dem Jahr 1812.